# Марк Семпроний Тудитан (консул 185 года до н. э.)
Марк Семпро́ний Тудита́н (лат. Marcus Sempronius Tuditanus; умер в 174 году до н. э.) — римский военачальник и политический деятель из плебейского рода Семпрониев, консул 185 года до н. э. Во время своего консулата воевал с лигурами, в 184 году до н. э. неудачно претендовал на должность цензора.

## Происхождение
Марк Семпроний принадлежал к плебейскому роду Семпрониев, впервые упоминающемуся в источниках под 304 годом до н. э. Согласно консульским фастам, его отец и дед носили преномены Марк и Гай соответственно. Марком Семпронием, сыном Гая был консул 240 года до н. э., но между ним и консулом 185 года слишком большой хронологический разрыв; предположительно последний приходился первому не сыном, а внучатым племянником. Отцом Марка-младшего мог быть Марк Семпроний Тудитан, который упоминается как военный трибун в связи с событиями 210 года до н. э.. В этом случае Марк-младший мог быть родным племянником Публия Семпрония Тудитана, консула 204 года до н. э.

## Биография
Первые упоминания о Марке Семпронии относятся к 193 году до н. э., когда он занимал должность народного трибуна. В этом качестве Тудитан добился принятия закона (Lex Sempronia), который уравнивал латинов и союзников с римскими гражданами в вопросах, связанных с получением денежного кредита. Эта мера позволила справиться с долговым кризисом. В 189 году до н. э. Марк Семпроний был претором и управлял провинцией Сицилия; он вернулся в Рим в следующем году.
В 185 году до н. э. Тудитан стал консулом совместно с патрицием Аппием Клавдием Пульхром. Провинцией для них обоих стала Лигурия: пока Пульхр воевал с племенем ингаунов, Марк Семпроний напал на племя апуанов. Действуя со стороны Пизы, он очистил от врагов предгорья Апеннин, а потом настиг их в горах и нанёс полное поражение.
В 184 году до н. э. Марк Семпроний выдвинул свою кандидатуру на должность цензора, венчавшую идеальный cursus honorum римского аристократа. Перед выборами развернулась ожесточённая борьба. В общей сложности соискателей было девять, в том числе четверо плебеев: Тудитан, Марк Фульвий Нобилиор, Марк Порций Катон и Тиберий Семпроний Лонг. Наибольшие шансы на победу имел тандем Катон-Луций Валерий Флакк благодаря известности, которую снискал в предыдущие годы Марк Порций в судебных процессах против братьев Сципионов. В этой ситуации остальные соискатели заключили союз, но ничего не смогли противопоставить фаворитам: Катон и Флакк были избраны.
В 183 году до н. э. Тудитан стал понтификом, заняв в этой жреческой коллегии место умершего Публия Лициния Красса Дива. В 174 году до н. э. Марк Семпроний умер в Риме во время эпидемии моровой язвы.